# The World Standard
 (avril 2020).
La mise en forme du texte ne suit pas les recommandations de Wikipédia : il faut le « wikifier ».
Les points d'amélioration suivants sont les cas les plus fréquents. Le détail des points à revoir est peut-être précisé sur la page de discussion.
- Les titres sont pré-formatés par le logiciel. Ils ne sont ni en capitales, ni en gras.
- Le texte ne doit pas être écrit en capitales (les noms de famille non plus), ni en gras, ni en italique, ni en « petit »…
- Le gras n'est utilisé que pour surligner le titre de l'article dans l'introduction, une seule fois.
- L'italique est rarement utilisé : mots en langue étrangère, titres d'œuvres, noms de bateaux, etc.
- Les citations ne sont pas en italique mais en corps de texte normal. Elles sont entourées par des guillemets français : « et ».
- Les listes à puces sont à éviter, des paragraphes rédigés étant largement préférés. Les tableaux sont à réserver à la présentation de données structurées (résultats, etc.).
- Les appels de note de bas de page (petits chiffres en exposant, introduits par l'outil «  Source ») sont à placer entre la fin de phrase et le point final[comme ça].
- Les liens internes (vers d'autres articles de Wikipédia) sont à choisir avec parcimonie. Créez des liens vers des articles approfondissant le sujet. Les termes génériques sans rapport avec le sujet sont à éviter, ainsi que les répétitions de liens vers un même terme.
- Les liens externes sont à placer uniquement dans une section « Liens externes », à la fin de l'article. Ces liens sont à choisir avec parcimonie suivant les règles définies. Si un lien sert de source à l'article, son insertion dans le texte est à faire par les notes de bas de page.
- La présentation des références doit suivre les conventions bibliographiques. Il est recommandé d'utiliser les modèles {{Ouvrage}}, {{Chapitre}}, {{Article}}, {{Lien web}} et/ou {{Bibliographie}}. Le mode d'édition visuel peut mettre en forme automatiquement les références.
- Insérer une infobox (cadre d'informations à droite) n'est pas obligatoire pour parachever la mise en page.

Pour une aide détaillée, merci de consulter Aide:Wikification.
Si vous pensez que ces points ont été résolus, vous pouvez retirer ce bandeau et améliorer la mise en forme d'un autre article.
The World Standard (ou Wa–suta (わーすた)) est un groupe d'idols japonais composé de cinq membres formé par Avex Trax en 2015.

## Histoire
Le 11 janvier 2015, iDOL Street organise une audition au parc Yoyogi pour la création de leur quatrième groupe d'idols. Le 29 mars 2015, Wa – suta fut annoncé officiellement lors d'un événement iDOL Street Street-sei. Le groupe est décrit comme étant une génération d'idols de l'ère numérique qui diffuse la culture de "l'idole japonaise kawaii" en utilisant les réseaux sociaux. Leur première performance était au "iDOL Street Carnival 2015 〜GOLDEN PARADE !!!!! 〜" au NHK Hall. 
Depuis 2016, les Wasuta ont sorti deux albums, deux mini-albums et cinq singles. À l'été 2018, le groupe collabore avec Adexe &amp; Nau sur un remix japonais / espagnol pour le single "Yo Quiero Vivir". 
Le groupe a performé plusieurs fois hors du Japon, notamment à la Japan Expo en 2017, au Japan Weekend Madrid en 2018,, à la Japan Expo Thailand en 2017, 2018 et 2019, au Kizuna en 2018 au Vietnam, à l'Anime North 2019 au Canada  et au Japan Festival en Mongolie en 2019. 
Les Wasuta ont sorti leur premier livre photo appelé «Wasuta - Wonderful Collection» en 2019. 
Un vlog présentant leurs activités, Wa→Tube (わ→Tube) , peut être trouvé sur la chaîne YouTube officielle d'iDOL Street . 
En 2019, les Wasuta lancent leur propre chaîne Youtube. 

## Membres
- Hazuki Sakamoto (坂元 葉月?)
- Nanase Hirokawa (廣川 奈々聖?)
- Miri Matsuda (松田 美里?)
- Ririka Kodama (小玉 梨々華?)
- Ruka Mishina (三品 瑠香?)

## Discographie

### Albums
| Titre                                                    | Date            | Chansons | \| Meilleures positions \| Meilleures positions \| \| -------------------- \| -------------------- \| | \| Meilleures positions \| Meilleures positions \| \| -------------------- \| -------------------- \| | Notes |
| Titre                                                    | Date            | Chansons | Oricon (Classement hebdomadaire)                                                                      | Billboard Japan Top 100                                                                               | Notes |
| -------------------------------------------------------- | --------------- | --- | --- | --- | --- |
| The World Standard                                       | 4 mai 2016      | 1. Ultra Miracle-cle Final Ultimate Choco Beam (うるとらみらくるくるふぁいなるアルティメットチョコびーむ, Urutora Mirakurukuru Fainaru Ultimate Choco Bīmu) 2. Doki Doki♡today 3. Wonderful World (ワンダフル・ワールド, Wonderful・World) 4. Is There Anyone Beloved to You? (好きな人とか居ますか, Sukina Hito toka Imasu ka) 5. Zili Zili Love 6. Lan Lan Era (らんらん・時代, Ran Ran・Jidai) 7. Smiling Halfsies (にこにこハンブンコ, Niko Niko Hanbunko) 8. Watermelon Splitting (スイカ割り, Suika Wari) 9. Tiny Tiny (ちいさな ちいさな, Chīsana) 10. Dogs & Cats, In the Bloom of Youth (いぬねこ。青春真っ盛り, Inu Neko. Seishun Massakari) 11. Once Upon a Time (いまはむかし, Ima wa Mukashi) | 17 | - | - Dans "Is There Anyone Beloved to You?" (好きな人とか居ますか, Sukina Hito toka Imasu ka) apparaissent Nanase Hirokawa et Ruka Mishina. - Dans Niko Niko, Halfsies (にこにこハンブンコ, Niko Niko Hanbunko) apparaissent Hazuki Sakamoto, Miri Matsuda, et Ririka Kodoma.                                                                                         |
| Paradox World (パラドックスワールド, Paradokkusu Wārudo) | 18 octobre 2017 | 1. Nyakotan In Love - It Depends On You. (恋するにゃこたん～フリもフラレもあなたのまま～, Koi Suru Nyakotan -Furi mo Frare mo Anata no mama-) 2. Just be yourself 3. The Biggest Paradox (最上級ぱらどっくす, Saijōkyū Paradokkusu) 4. Magical Word 5. Well, Love It (ねぇ愛してみて, Nē Ai Shite Mite) 6. Stay with me baby 7. Wannya Be Famous (ゆうめいに、にゃりたい。, Yuumei ni, Nyaritai.) 8. New Nya-kunyakunya Aquarium 2 (NEW にゃーくにゃくにゃ水族館2, NEW Nyākunyakunya Suizokukan 2) 9. Pawawawawan!!! The Powerpuff Girls (ぱわわわわん!!! パワーパフ ガールズ, Pawawawawan!!! Powerpuff Girls) 10. Gucyokipantsuno Seigisan (グーチョキパンツの正義さん, Gū Choki Pants no Seigi San, Rock-Scissors-Pants of Justice) 11. The Perfect Idol (完全なるアイドル, Kanzennaru Idol) 12. It's a Promise (約束だから, Yakusoku Dakara) | 32 | - | - Gucyokipantsuno Seigisan (グーチョキパンツの正義さん, Gū Choki Pants no Seigi San, Rock-Scissors-Pants of Justice) a été utilisé comme générique de fin de l'animé Heybot! (ヘボット!, Hebotto!). |
| CAT'CH THE WORLD.                                        | 6 mars 2019     | 1. Prologue (プロローグ, Purorōgu) 2. Blow Out! Knock Out! Cat Punch★ 〜We Go to War with Nyakotan [Level 5] 〜 (くらえ！必殺！！ねこパンチ★ ～私達、戦うにゃこたん【レベル５】～, Kurae! Hissatsu! ! Neko Panchi ★ 〜Watashitachi Tatakau Nyakotan [Reberu 5] 〜) 3. Galbi Ambitious! (大志を抱け！カルビアンビシャス！, Taishi wo Dake! Karubi Anbishasu!) 4. DEDE Super Bomb! (デデスパボン！, Dedesupabon!) 5. PLATONIC GIRL 6. JUMPING SUMMER 7. Tapioca Milk Tea (タピオカミルクティー, Tapioka Miruku Tea) 8. Love Unmelt 9. Standalone Complex (スタンドアロン・コンプレックス, Sutandoaron Konpurekkusu) 10. Not a Chance (やーだー, Yādā) 11. Guru Tore (ぐるトレ, Gurutore) 12. Unsunk Heart (暮れないハート, Kurenai Hāto) 13. Super Thank You (スーパーありがとう, Sūpā Arigatou) | 17 | - | - "Galbi Ambitious!" est un jeu de mots avec le plat coréen galbi, qui apparait dans le clip vidéo de la chanson et l'expression "Girls Be Ambitious!" (ガルビアンビシャス！, Garubi Anbishasu!) - Dans PLATONIC GIRL apparaît Nanase Hirokawa et Ruka Mishina. - Dans Not a Chance (やーだー, Yādā) apparaissent Hazuki Sakamoto, Miri Matsuda, et Ririka Kodama. |
| Wasuta BEST                                              | 25 mars 2020    | 1. Dogs & Cats, In the Bloom of Youth (いぬねこ。青春真っ盛り, Inu Neko. Seishun Massakari) 2. Ultra Miracle-cle Final Ultimate Choco Beam (うるとらみらくるくるふぁいなるアルティメットチョコびーむ, Urutora Mirakurukuru Fainaru Ultimate Choco Bīmu) 3. The Perfect Idol (完全なるアイドル, Kanzennaru Idol) 4. Wannya Be Famous (ゆうめいに、にゃりたい。, Yuumei ni, Nyaritai.) 5. Just be yourself 6. The Biggest Paradox (最上級ぱらどっくす, Saijōkyū Paradokkusu) 7. WELCOME TO DREAM 8. Tapioca Milk Tea (タピオカミルクティー, Tapioka Miruku Tea) 9. Galbi Ambitious! (大志を抱け！カルビアンビシャス！, Taishi wo Dake! Karubi Anbishasu!) 10. Blow Out! Knock Out! Cat Punch★ 〜We Go to War with Nyakotan [Level 5] 〜 (くらえ！必殺！！ねこパンチ★ ～私達、戦うにゃこたん【レベル５】～, Kurae! Hissatsu! ! Neko Panchi ★ 〜Watashitachi Tatakau Nyakotan [Reberu 5] 〜) 11. Meranyaizer!!!!! 〜Kimi ni A•ge•u ♪〜 (メラにゃイザー!!!!! 〜君に、あ・げ・う♪〜, Meranyaizā!!!!! 〜Kimi ni、a・ge・u♪〜) 12. (バスタブ・アロマティック) 13. Shani Muni Ikiru! (遮二無二 生きる！) 14. Grapefruit moon (グレープフルーツムーン) 15. KIRA KIRA Hologram (KIRA KIRA ホログラム, KIRA KIRA Horoguramu, Sparkling Hologram) 16. Doki Doki♡today 17. Wonderful World (ワンダフル・ワールド, Wonderful・World) 18. Standalone Complex (スタンドアロン・コンプレックス, Sutandoaron Konpurekkusu) 19. Love Unmelt 20. PLATONIC GIRL 21. New Nya-kunyakunya Aquarium 2 (NEW にゃーくにゃくにゃ水族館2, NEW Nyākunyakunya Suizokukan 2) 22. SHINING FLOWER 23. Super Thank You (スーパーありがとう, Sūpā Arigatou) 24. Tiny Tiny -2020 ver.- (ちいさな ちいさな -2020 ver.-, Chīsana Chīsana -2020 ver.-) | | - | |
| Meilleures positions                                     |                 | | | | |

### Mini-albums
| Titre                | Date            | Chansons | Meilleures positions             | Meilleures positions          | Notes |
| Titre                | Date            | Chansons | Oricon (Classement hebdomadaire) | Billboard Japan <br/> Top 100 | Notes |
| -------------------- | --------------- | --- | -------------------------------- | ----------------------------- | --- |
| JUMPING SUMMER       | 20 juin 2018    | - JUMPING SUMMER - Tapioca Milk Tea (タピオカミルクティー, Tapioka Miruku Tī) - PLATONIC GIRL - Stand Alone・Complex (スタンドアロン・コンプレックス, Sutando Aron・Konpurekkusu) - Pretty☆Channel (プリティー☆チャンネル, Puritī☆Channeru) | 23                               | -                             | "Pretty ☆ Channel" a été utilisé comme premier générique de fin pour l'anime, Kiratto Pri ☆ Chan . |
| GIRLS, BE AMBITIOUS! | 31 octobre 2018 | - Embrace Ambition！Girls, Be Ambitious！ (大志を抱け！カルビアンビシャス！, Taishi wo Dake！Garu Bi Anbishasu！) - Yo Quiero Vivir (ヨ・キエロ・ビビール, Yo・Kiero・Bibīru, I Want to Live) - DEDE Super Bomb！ (デデスパボン！, Dedesupabon！) - Not A Chance (やーだー, Yādā) - KIRA KIRA Hologram (KIRA KIRA ホログラム, KIRA KIRA Horoguramu, Sparkling Hologram) | 23                               | -                             | - "Yo Quiero Vivir" a été interprété en collaboration avec Adexe & Nau. - "DEDE Super Bomb" est inspiré du jeu Splatoon 2 - "KIRA KIRA Hologram" a été utilisé comme deuxième générique de fin pour Kiratto Pri☆Chan. |
| The Legend of WASUTA | 26 juin 2019    | - Yurupureiru (ゆるぷれいる) - Unbalanced Answers (アンバランス・アンサーズ, Anbaransu Ansāzu) - No One Is Bad (誰も悪くない, Dare mo warukunai) - Goodnight (おやすみ, Oyasumi) - Meranyaizer!!!!!〜Kimi ni A•ge•u ♪〜 (メラにゃイザー!!!!! 〜君に、あ・げ・う♪〜, Meranyaizā!!!!! 〜Kimi ni、a・ge・u♪〜)                                                             | 15                               | -                             | - |

### Singles
| Titre                                                                               | Date de sortie    | Chansons | Meilleures positions             | Meilleures positions          | Notes |
| Titre                                                                               | Date de sortie    | Chansons | Oricon (Classement hebdomadaire) | Billboard Japan <br/> Top 100 | Notes |
| ----------------------------------------------------------------------------------- | ----------------- | --- | -------------------------------- | ----------------------------- | --- |
| The Perfect Idol (完全なるアイドル, Kanzennaru Idol)                                | 28 septembre 2016 | - The Perfect Idol (完全なるアイドル, Kanzennaru Idol) - Pawawawawan!!! The Powerpuff Girls (ぱわわわわん!!! パワーパフ ガールズ, Pawawawawan!!! Powerpuff Girls)                                                                                         | 25                               | -                             | "Pawawawawan! ! ! The Powerpuff Girls" est la chanson officielle des Powerpuff Girls (série TV 2016) au Japon                                                                               |
| Wannya Be Famous (ゆうめいに、にゃりたい。, Yuumei ni, Nyaritai)                    | 22 février 2017   | - Wannya Be Famous (ゆうめいに、にゃりたい。, Yuumei ni, Nyaritai) - Gucyokipantsuno Seigisan (グーチョキパンツの正義さん, Gū Choki Pants no Seigi San, Rock-Scissors-Pants of Justice)                                                                   | 48                               | -                             | - Sur la pochette de l'album, le titre a été écrit に ゃ リ た い à la place de に ゃ り た い. - "Gucyokipantsuno Seigisan" a été utilisé comme premier thème de fin pour l'anime, Heybot! |
| Just be yourself                                                                    | 19 avril 2017     | - Sois toi-même - New Nya-kunyakunya Aquarium 2 (NEW にゃーくにゃくにゃ水族館2, NEW Nyākunyakunya Suizokukan 2) - It's a Promise (約束だから, Yakusoku Dakara) - Dogs & Cats, In the Bloom of Youth (いぬねこ。青春真っ盛り, Inu Neko. Seishun Massakari) | 19                               | -                             | "Just be yourself" a été utilisé comme premier générique de l'anime, Idol Time PriPara . |
| The Biggest Paradox (最上級ぱらどっくす, Saijōkyū Paradox)                          | 18 octobre 2017   | - The Biggest Paradox (最上級ぱらどっくす, Saijōkyū Paradokkusu) - Go Go ! Pripalife (GOGO!プリパライフ, Go Go! Puriparaifu) - Hello Hello Friends (ハロハロフレンズ, Haro Haro Friends)                                                                  | 19                               |                               | "The Biggest Paradox" a été utilisé comme deuxième générique de l'anime, Idol Time PriPara. Les deuxième et troisième chansons sont des reprises des chansons de la série PriPara .         |
| WELCOME TO DREAM                                                                    | 21 mars 2018      | - BIENVENUE CHEZ DREAM | -                                | -                             | "WELCOME TO DREAM" a été utilisé comme troisième générique de fin de l'anime, Idol Time PriPara.                                                                                            |
| Pretty☆Channel (プリティー☆チャンネル, Puritī☆Channeru)                             | 9 avril 2018      | - Pretty☆Channel (プリティー☆チャンネル, Puritī☆Channeru) | -                                | -                             | Édition limitée |
| Yo Quiero Vivir (ヨ・キエロ・ビビール, Yo・Kiero・Bibīru, I Want to Live)           | 19 août 2018      | - Yo Quiero Vivir (ヨ・キエロ・ビビール, Yo・Kiero・Bibīru, I Want to Live) | -                                | -                             | Édition limitée |
| KIRA KIRA Hologram (KIRA KIRA ホログラム, KIRA KIRA Horoguramu, Sparkling Hologram) | 9 octobre 2018    | - KIRA KIRA Hologram (KIRA KIRA ホログラム, KIRA KIRA Horoguramu, Sparkling Hologram) | -                                | -                             | Édition limitée |
| (遮二無二 生きる！ / バスタブ・アロマティック)                                      | 30 octobre 2019   | - Shani Muni Ikiru! (遮二無二 生きる！, Live Recklessly!) - (バスタブ・アロマティック, Basutabu・Aromatikku) - Do on Do ～Dancing With Bocchan～ (Do on Do ～坊っちゃんいっしょに踊りゃんせ～, Do on Do ～Bocchan Issho ni Odoryanse～) - SHINING FLOWER  | 8                                | -                             | SHINING FLOWER a été utilisé comme troisième chanson de fin pour l'anime, Kiratto Pri ☆ Chan.                                                                                               |

### Cartes de musique
| Titre                                                                                    | Date           | Chansons | Meilleures positions             | Meilleures positions    | Notes                                                                                            |
| Titre                                                                                    | Date           | Chansons | Oricon (Classement hebdomadaire) | Billboard Japan Top 100 | Notes                                                                                            |
| ---------------------------------------------------------------------------------------- | -------------- | --- | -------------------------------- | ----------------------- | ------------------------------------------------------------------------------------------------ |
| Dogs & Cats, In the Bloom of Youth (いぬねこ。青春真っ盛り, Inu Neko. Seishun Massakari) | 5 octobre 2015 | - "Ouverture" - "Dogs & Cats, In the Bloom of Youth" (いぬねこ。青春真っ盛り, Inu Neko. Seishun Massakari) - "Doki Doki♡today" - "Lan Lan Era" (らんらん・時代, Ran Ran・Jidai) - "Zili Zili Love" - Tiny Tiny (ちいさな ちいさな, Chīsana Chīsana) | -                                | -                       | Également sorti en tant qu'indie                                                                 |
| WELCOME TO DREAM                                                                         | 21 mars 2018   | - WELCOME TO DREAM - The Biggest Paradox (最上級ぱらどっくす, Saijōkyū Paradokkusu) - Sois toi-même | -                                | -                       | "WELCOME TO DREAM" a été utilisé comme troisième générique de fin de l'anime, Idol Time PriPara. |

### Clips vidéo
| Titre | Single                                                                                             | Carte de musique                                                                         | Mini album           | Album              | Notes                                                              |
| --- | -------------------------------------------------------------------------------------------------- | ---------------------------------------------------------------------------------------- | -------------------- | ------------------ | ------------------------------------------------------------------ |
| Ultra Miracle-cle Final Ultimate Choco Beam (うるとらみらくるくるふぁいなるアルティメットチョコびーむ, Urutora Mirakurukuru Fainaru Ultimate Choco Bīmu)                                                                     | -                                                                                                  | -                                                                                        | -                    | The World Standard |                                                                    |
| Dogs & Cats, In the Bloom of Youth (いぬねこ。青春真っ盛り, Inu Neko. Seishun Massakari) | Dogs & Cats, In the Bloom of Youth (いぬねこ。青春真っ盛り, Inu Neko. Seishun Massakari)           | Dogs & Cats, In the Bloom of Youth (いぬねこ。青春真っ盛り, Inu Neko. Seishun Massakari) | -                    | The World Standard |                                                                    |
| Pawawawawan!!! The Powerpuff Girls (ぱわわわわん!!! パワーパフ ガールズ, Pawawawawan!!! Powerpuff Girls) | The Perfect Idol (完全なるアイドル, Kanzennaru Idol)                                               | -                                                                                        | -                    | Paradox World      | La chanson officielle des Powerpuff Girls (série TV 2016) au Japon |
| The Perfect Idol (完全なるアイドル, Kanzennaru Idol) | The Perfect Idol (完全なるアイドル, Kanzennaru Idol)                                               | -                                                                                        | -                    | Paradox World      |                                                                    |
| Wannya Be Famous (ゆうめいに、にゃりたい。, Yuumei ni, Nyaritai.) | Wannya Be Famous (ゆうめいに、にゃりたい。, Yuumei ni, Nyaritai.)                                  | -                                                                                        | -                    | Paradox World      |                                                                    |
| Just be yourself | Just be yourself                                                                                   | -                                                                                        | -                    | Paradox World      | Utilisé comme premier générique pour Idol Time PriPara             |
| The Biggest Paradox (最上級ぱらどっくす, Saijōkyū Paradokkusu) | The Biggest Paradox (最上級ぱらどっくす, Saijōkyū Paradokkusu)                                     | -                                                                                        | -                    | Paradox World      | Utilisé comme deuxième générique pour Idol Time PriPara            |
| WELCOME TO DREAM | | WELCOME TO DREAM                                                                         | -                    | -                  | Utilisé comme troisième générique de fin pour Idol Time PriPara.   |
| Tapioca Milk Tea (タピオカミルクティー, Tapioka Miruku Tī) | |                                                                                          | JUMPING SUMMER       | CAT'CH THE WORLD   |                                                                    |
| Yo Quiero Vivir (ヨ・キエロ・ビビール, Yo・Kiero・Bibīru, I Want to Live) | -                                                                                                  | -                                                                                        | GIRLS, BE AMBITIOUS! | -                  | Collaboration avec Adexe & Nau                                     |
| Embrace Ambition！Girls, Be Ambitious！ (大志を抱け！カルビアンビシャス！, Taishi wo Dake！Garu Bi Anbishasu！) | -                                                                                                  | -                                                                                        | GIRLS, BE AMBITIOUS! | CAT'CH THE WORLD   |                                                                    |
| Blow Out! Knock Out! Cat Punch★ 〜We Go to War with Nyakotan [Level 5] 〜 (くらえ！必殺！！ねこパンチ★ ～私達、戦うにゃこたん【レベル５】～, Kurae! Hissatsu! ! Neko Panchi ★ 〜Watashitachi Tatakau Nyakotan [Reberu 5] 〜) | -                                                                                                  | -                                                                                        | -                    | CAT'CH THE WORLD   | -                                                                  |
| Meranyaizer!!!!! 〜Kimi ni A•ge•u ♪〜 (メラにゃイザー!!!!! 〜君に、あ・げ・う♪〜, Meranyaizā!!!!! 〜Kimi ni、a・ge・u♪〜) | -                                                                                                  | -                                                                                        | The Legend of WASUTA | -                  | -                                                                  |
| Shani Muni Ikiru! (遮二無二 生きる！) | Shani Muni Ikiru! / Bathtub・Aromatic(遮 二 無二 生 き る！ / バ ス タ ブ ・ ア ロ マ テ ィ ッ ク) | -                                                                                        | -                    | -                  | -                                                                  |